# VP9
VP9 es un formato abierto de compresión de vídeo libre de regalías desarrollado por Google. VP9 durante su desarrollo también se conocía como Next Gen Open Video (NGOV) y VP-Next. VP9 es el sucesor de VP8.

## Historia
El desarrollo de VP9 comenzó en el tercer cuatrimestre de 2011. Uno de los objetivos de VP9 es reducir la tasa de bits un 50% en comparación con VP8 manteniendo la misma calidad de vídeo. Otro de los objetivos es mejorarlo hasta el punto en que tenga una mejor eficiencia de compresión que High Efficiency Video Coding.
El 13 de diciembre de 2012, se añadió el decodificador de VP9 al navegador web Chromium.
El 13 de enero de 2013, se abrió una conversación en el sistema de seguimiento de errores de Mozilla solicitando que se añadiera el decodificador de VP9 en Firefox.
El 21 de febrero de 2013, se liberó la primera versión estable del navegador web Google Chrome que soportaba decodificación de VP9. Esto se añadió en la versión 25 de Google Chrome.
El 8 de mayo de 2013, Google anunció la finalización de VP9 para el 17 de junio de 2013. La decodificación de VP9 ya no se oculta detrás de una bandera en la versión 29 de Google Chrome.
El 11 de junio de 2013, el perfil 0 de VP9 fue finalizado.
El 12 de junio de 2013, VP9 fue activado por defecto en el último lanzamiento de Chromium.
El 18 de marzo de 2014 Mozilla añadió soporte de VP9 para Firefox en la versión 28.

## Detalles técnicos
VP9 tiene muchas mejoras de diseño en comparación con VP8. VP9 permitirá el uso de superbloques de 32×32 píxeles y los desarrolladores están considerando añadir soporte para superbloques de 64×64 píxeles. Una estructura de codificación quadtree será utilizada con los superbloques.
La norma VP9 compatible con los siguientes espacios de color: Rec. 601, Rec. 709, SMPTE-170, SMPTE-240 y sRGB.

### Perfiles
La norma VP9 define dos perfiles: perfil 0 y perfil 1. El perfil 0 soporta submuestreo de croma 4:2:0. El perfil 1, que es opcional para el hardware, añade soporte para submuestreo de croma 4:2:2 y 4:4:4, soporte de canal alfa y soporte de canal de profundidad. Se está considerando crear un perfil que soporte una profundidad de color de 10 bits por color.